# Crossopetalum parviflorum
Crossopetalum parviflorum là một loài thực vật có hoa trong họ Dây gối. Loài này được (Hemsl.) Lundell mô tả khoa học đầu tiên năm 1961.